# Łomża (district)
Łomża (powiat łomżyński) is een Pools district (powiat) in de woiwodschap Podlachië. Het district heeft een oppervlakte van 1353,93 km2 en telt 51.610 inwoners (2014).